# Iwami (Tottori)
Iwami (岩美町 Iwami-chō?) es una ciudad japonesa ubicada en el Distrito de Iwami, Prefectura de Tottori, Japón. Iwami se encuentra dentro de los límites del Geoparque San'in Kaigan.

## Geografía

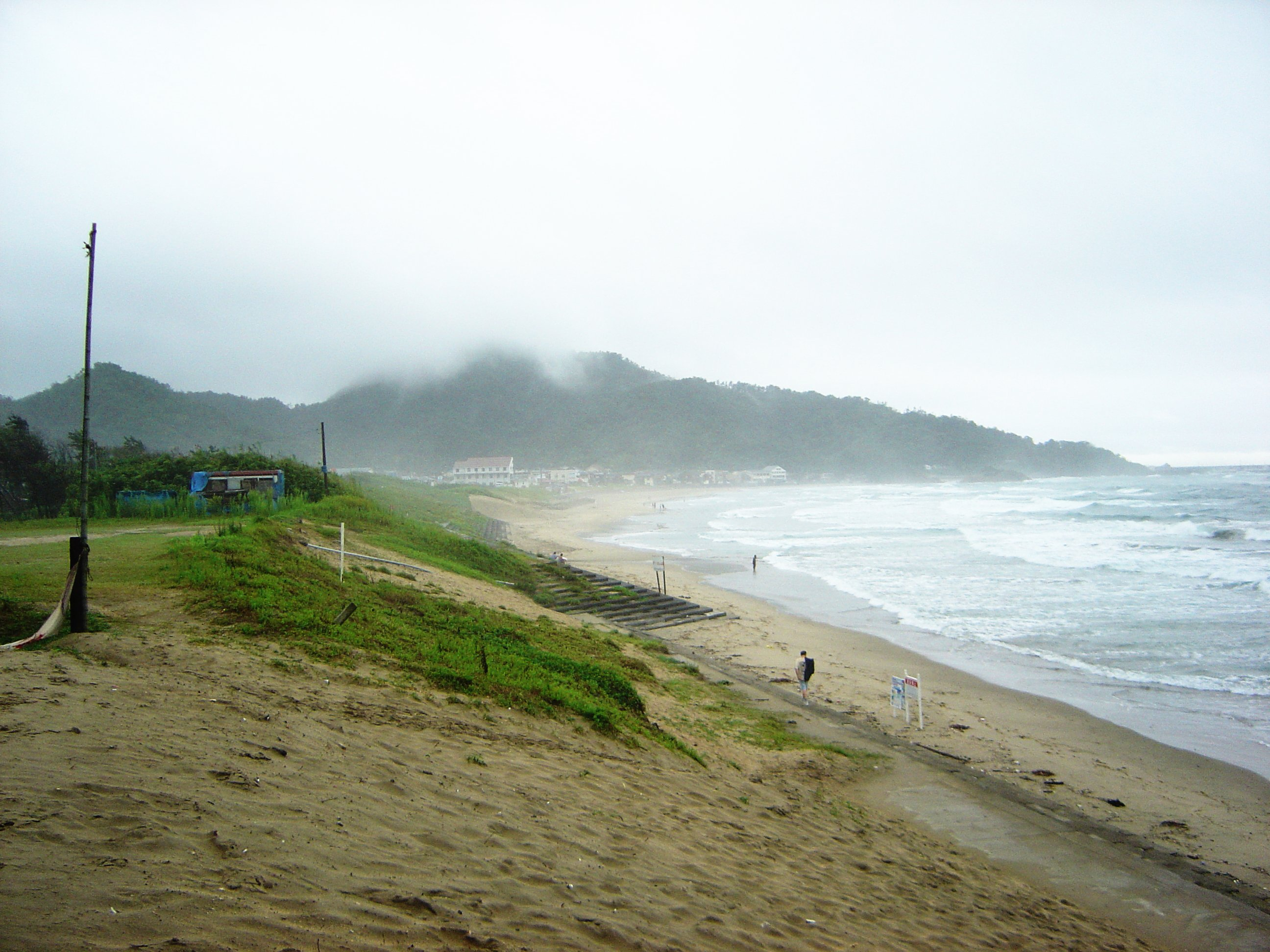
Una de las numerosas playas de Iwami, poco después de haber sido azotada por un tifón.

Ubicada en la parte este de la Prefectura de Tottori, Iwami encara el norte del Mar del Japón. De acuerdo a un censo realizado el 1 de marzo de 2008, la ciudad posee una población estimada de 12.827 habitantes, con una densidad de 105 personas por kilómetro cuadrado. El área total es de 122.38 km². El paisaje circundante está dominado por colinas y pendientes bajas; gran parte de la ciudad y las zonas residenciales han sido construidas en la tierra plana que se encuentra alrededor de las colinas. El norte de la ciudad limita con la playa de Uradome, aunque gran parte del resto de la costa se compone de afloramientos rocosos ásperos y de pequeñas y ensenadas bahías. A 15 kilómetros de distancia, colectivamente conocida como la "costa de Uradome", se encuentra un área que forma parte del Geoparque San'in Kaigan. El río Gamō atraviesa el centro de la ciudad, mientras que Iwami está a unos 30 minutos en tren de la capital, Tottori, y es la tercera parada en tren hacia el este en la línea Tottori-Hamasaka. La prefectura de Hyōgo y la ciudad hermana de Shin'onsen de Iwami también están relativamente cerca.
El clima en Iwami suele ser bastante cambiante, con temperaturas de verano alcanzando su máximo de 30 grados centígrados en agosto y cayendo tan bajo como -2 grados en enero y febrero. Mientras que su clima es relativamente estable para Japón, el área es propensa a tifones.

## Características

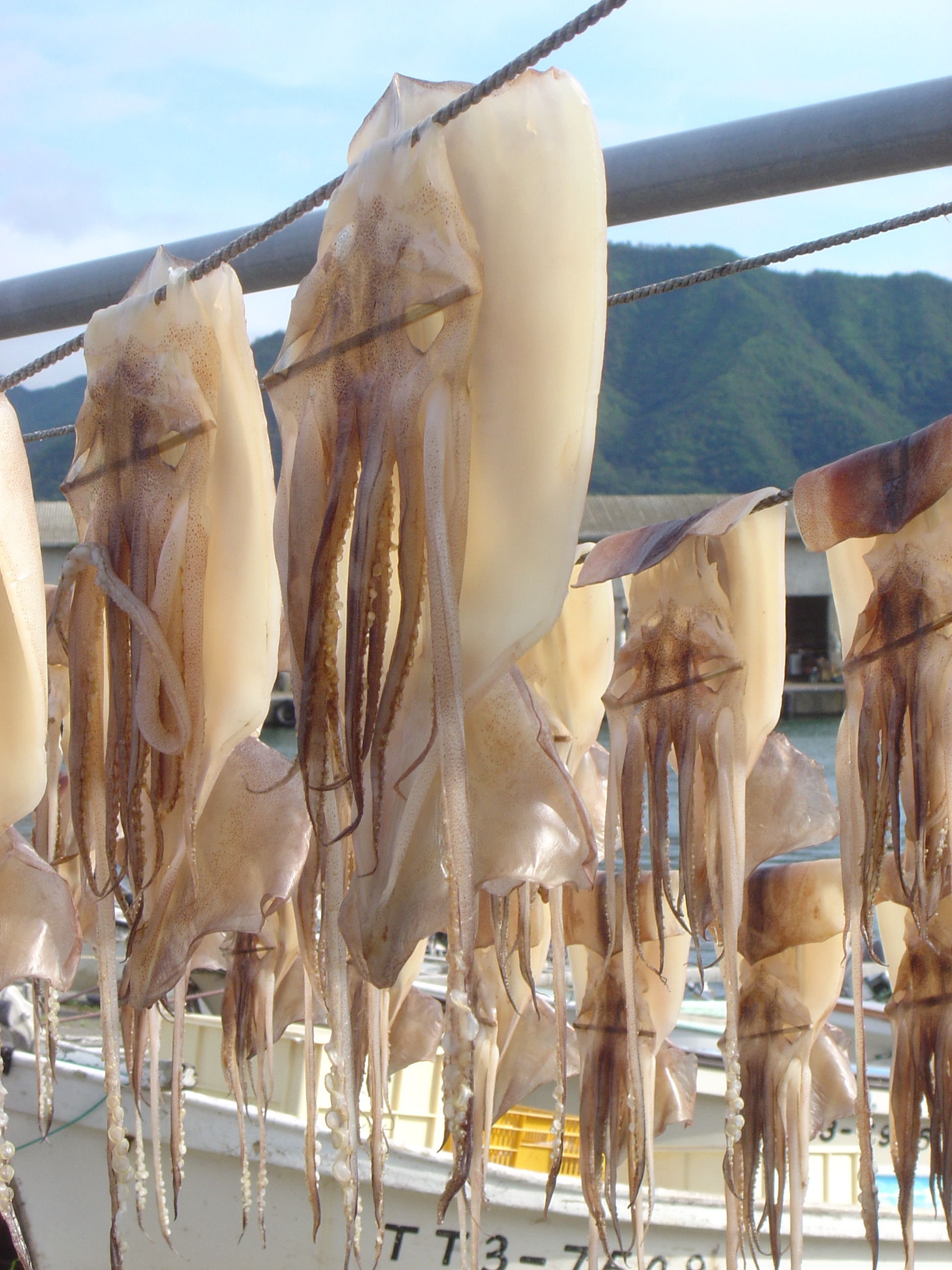
Calamares secándose al sol en el puerto de Iwami.

Hay tres escuelas primarias en Iwami —Iwami Minami, Nishi y Kita— así como también una preparatoria y una escuela secundaria. En julio de 2005, el equipo de béisbol de la Secundaria Iwami avanzó a las semifinales en el torneo de béisbol de escuelas secundarias de la prefectura. Ningún otro equipo de Iwami jamás había llegado tan lejos y fue un acontecimiento importante en la prefectura, a pesar de que perdieron contra la escuela Tottori Nishi High School. 
La mayoría de la población trabajadora de la ciudad trabaja en barcos de pesca de calamares o son granjeros, siendo el cultivo más común el arroz. Iwami también posee un onsen localmente renombrado, el onsen de Iwai. Iwami también cuenta con varios restaurantes que ofrecen comidas de mariscos y okonomiyaki.

## En la cultura popular
Iwami ha sido utilizada como modelo para la ciudad ficticia de Iwatobi de la serie de anime Free!. Iwami ha utilizado la popularidad de la serie para promover el turismo local.